# Hampton (Floride)
Pour les articles homonymes, voir Hampton.
Hampton est une ville américaine située dans le comté de Bradford en Floride.

## Démographie
| 1900 | 1910 | 1920 | 1930 | 1940 | 1950 |
| ---- | ---- | ---- | ---- | ---- | ---- |
| 198  | 265  | 286  | 311  | 478  | 386  |

| 1960 | 1970 | 1980 | 1990 | 2000 | 2010 |
| ---- | ---- | ---- | ---- | ---- | ---- |
| 340  | 386  | 466  | 296  | 431  | 500  |

Selon le recensement de 2010, Hampton compte 500 habitants. La municipalité s'étend sur 1,04 milles carrés (2,69 km2).